# Tagetes tenuifolia
Tagetes tenuifolia Cav. (Tagète citron in lingua francese,  Lemon marigold in lingua inglese, Schmalblättrige Studentenblume in lingua tedesca), è una pianta di erbacea appartenente alla famiglia delle Asteracee.
È originaria dei pendii secchi e caldi delle valli del Sudamerica.

## Descrizione
È una pianta annuale, a stelo cilindrico, semplice e a foglie composte, pennate, lanceolate e dentate. 
La pianta adulta può raggiungere un'altezza di 30 cm.
Le infiorescenze sono semplici, da 2 a 3 cm di diametro e presentano  colori giallo, arancione o rosso.
La fioritura avviene da giugno a novembre ed i fiori emanano un profumo che sa molto di limone.

## Varietà

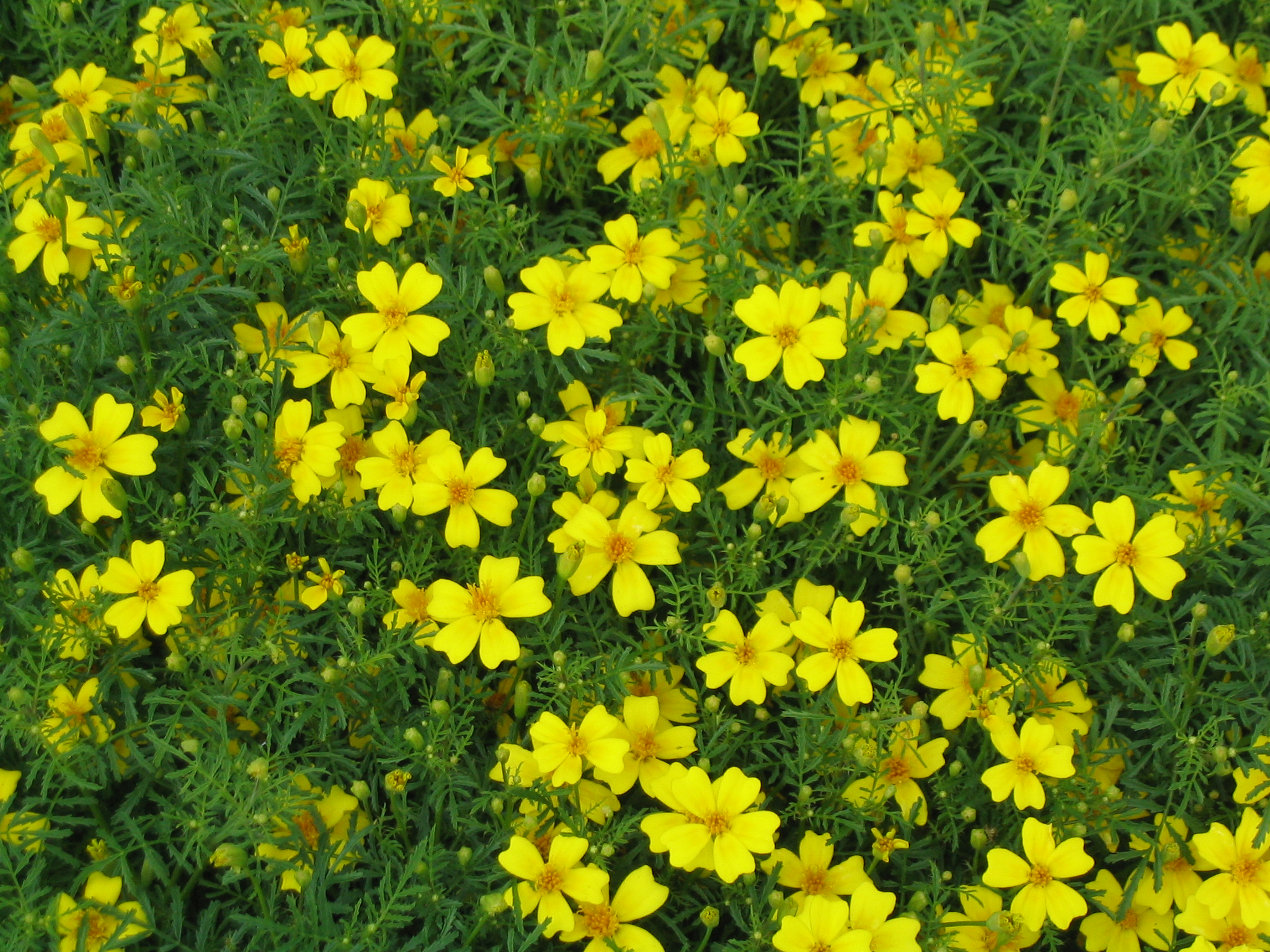
Lemon Gem
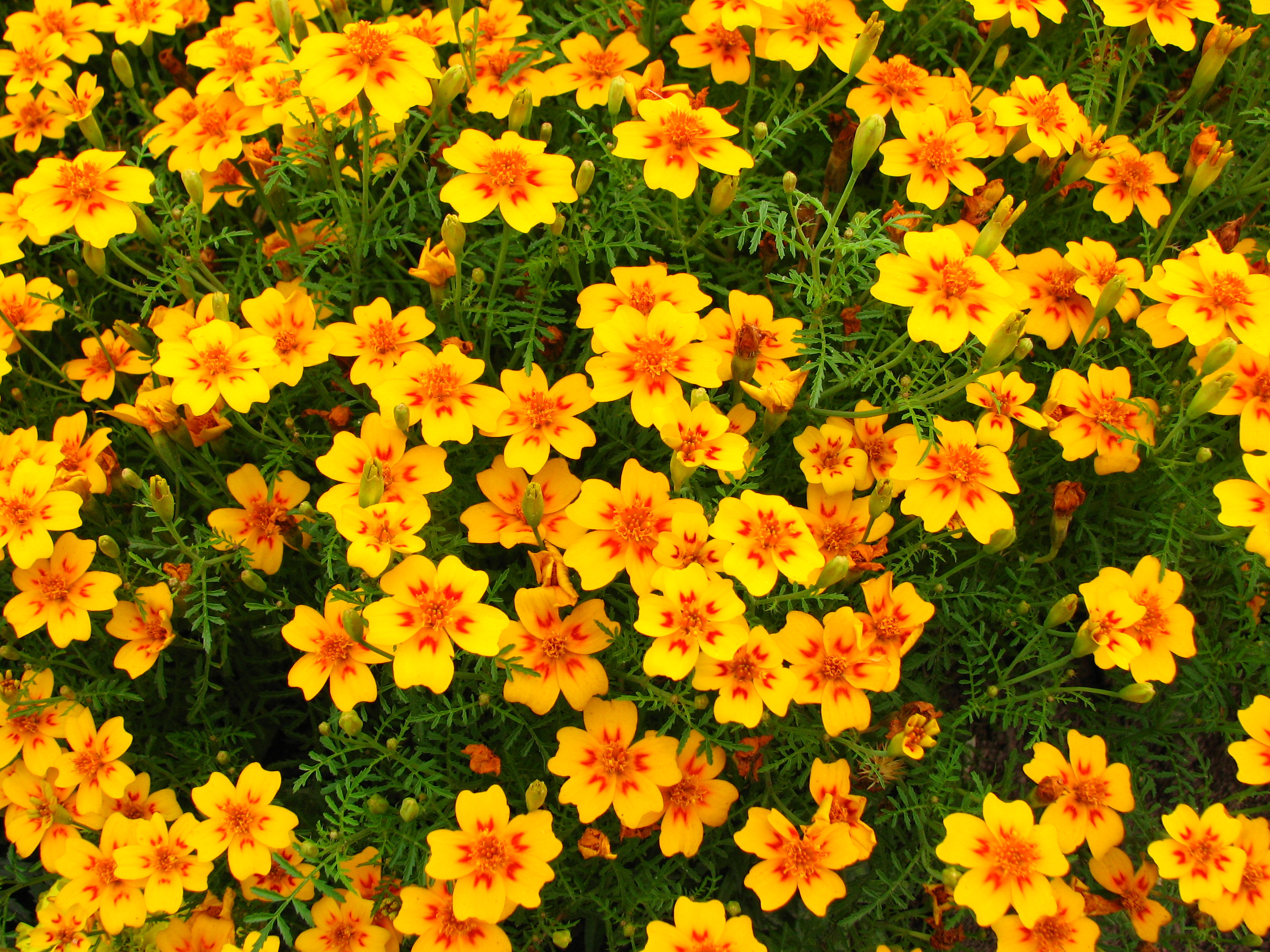
Tangerine Gem
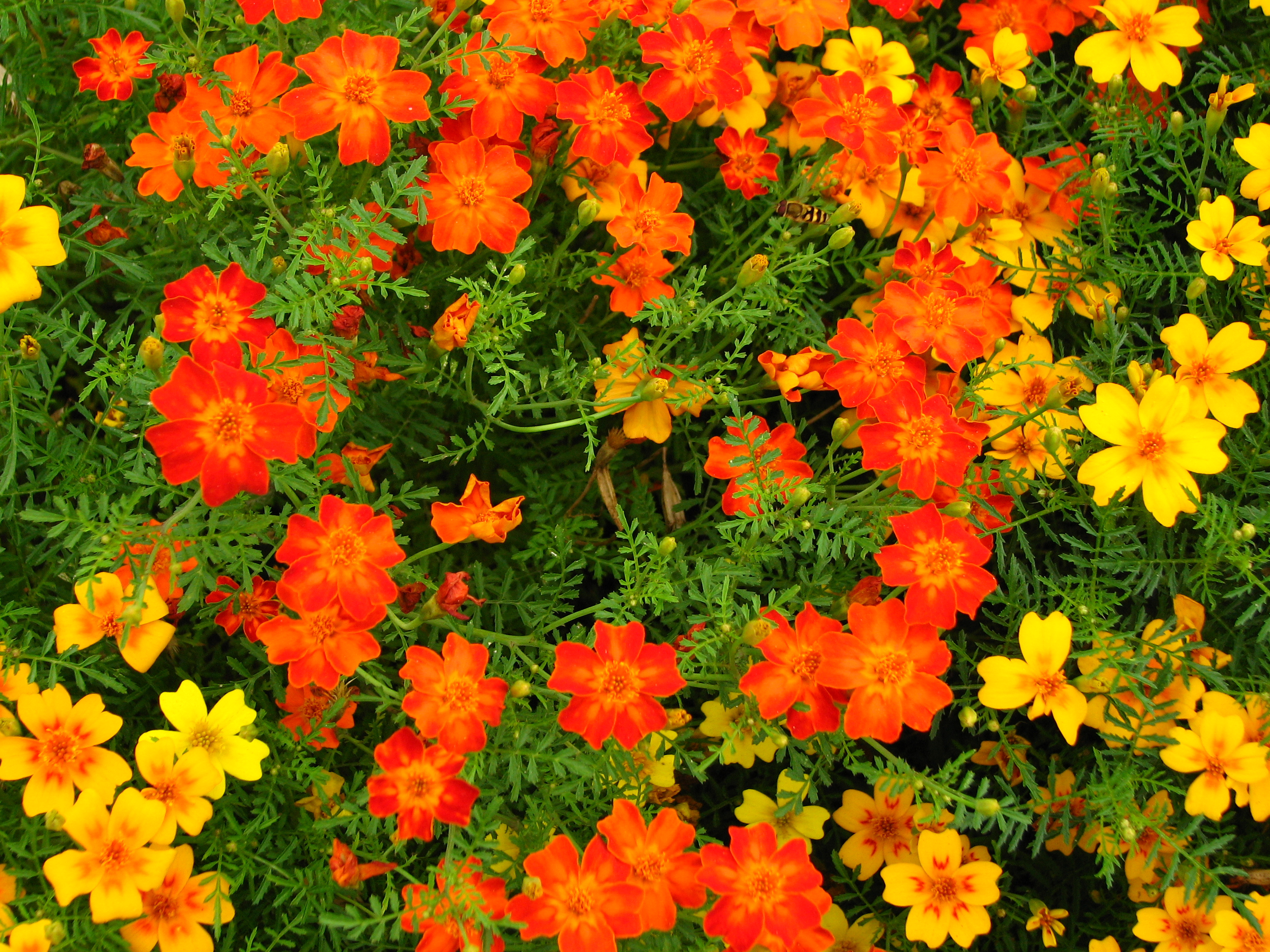
Acajou

## Coltivazione
Questa pianta non presenta difficoltà di coltura, ma è molto appetita dalle lumache. Deve essere esposta al sole in quanto non tollera l'ombra e non sopravvive alle gelate.

## Usi
Essa può essere utilizzata nei potpourri per il suo pronunciato profumo di limone. I suoi fiori, eduli, possono essere utilizzati in pasticceria o in cucina come guarnitura.
Essa veniva utilizzata dai Maya del Guatemala come pianta medicinale, per le sue proprietà curative dello stomaco, ma l'assunzione è fortemente sconsigliata alle donne incinte.
Utilizzata come pianta ornamentale, ha buone proprietà repellenti per gli insetti, specialmente le zanzare.